# 酒造統制
酒造統制（しゅぞうとうせい）とは、江戸幕府が酒造業に対して加えた規制及び奨励（規制緩和）政策のこと。その具体的政策はときどきに応じて異なるが、江戸時代を通じて酒造制限令が61回、酒造奨励令が6回発せられ、全体的には規制をかけることが基調であった。政策内容を見ると、制限令としては「酒株の設定」「寒造り以外の禁」「減醸令」「運上金の導入」「下り酒の江戸入津制限」などが、奨励令としては「勝手造り令」「藩造酒の許可」などがある。

## 酒造統制の仕組み
酒造りは大量の米を使うために、米を中心とする食料の供給とつねに競合する一面を持っている。不作で飢饉が続くときには酒造りへ回す米はないし、逆に豊作が続いて米が余り米価が下がり始めると酒に加工させておくほど好都合な使い道はない。その方が貯蔵にも便利であるし、他藩や上方や江戸表へ沖出し（おきだし）、すなわち移出するのも簡単だからである。だから、ちょうど現代の中央銀行が公定歩合を上げ下げして景気をコントロールしようとするのと同じで、そのときどきの米相場や食糧事情によって、幕府は酒造を統制したのであった。しかし、幕府としても酒蔵からの税収は貴重な財源であり、米価の調節機構としても酒の存在は無にしてはならず、また東北や北陸の北国諸藩では酒はけっして贅沢品ではなく身体を温める必需品であったので、まったく酒造りを禁じてしまうということはなかった。
一方、そのたびに変転する幕府の酒造統制に、酒屋や造り酒屋は翻弄された。そこで商人の側としては、幕府の次なる政策を先読みして、たとえば酒造石高を水増し申告しておき、減醸石高を言いつけられても商売にさしつかえないように図ったりした店も多かった。すると幕府は、減醸を石高ではなく割合で言いつけることによって、法令の実効性を上げようとした。となると酒屋側は、さらにその法の目をかいくぐる手立てを考え、幕府の酒造統制は結果として複雑なイタチごっこと化していった側面もある。

## 酒造統制の流れ（年表）
- 明暦3年（1657年）～享保20年（1735年） 制限期
寛文の寒造り　延宝の寒造り以外の禁　
元禄の酒株改め　運上金の導入
享保の大飢饉
享保末年の大豊作→米価の下落
- 宝暦4年（1754年） - 天明6年（1786年） 奨励期
勝手造り令→天明の大飢饉
- 天明8年（1788年） - 享和元年（1801年） 制限期
文化文明の豊作
- 文化元年（1804年） - 文政12年（1829年） 奨励期
勝手造り令→天保の大飢饉
- 天保元年（1830年） - 弘化元年（1844年） 制限期

## 酒造統制の例外
当時の幕府の法令は、今でいえば日本全国を対象とする法律であって、それに対し今の地方自治体が定める条例のように、江戸時代にも特定の藩や地域だけに認められた法度もたくさんあった。酒造りに関しても、たとえば秋田藩や会津藩のように、領内の産業育成であるとか、財政の建て直しであるとか、幕府も納得する理由のもとに醸造業の改善や拡大を企画するときには、たとえ全国的には酒造制限期であっても特例として許可されることがあった。今でいう経済特区や構造改革特区のようなものである。
江戸時代を通じて、基本的に酒はその造り方、流通、販売に至るまで商人がプロデュースするものであったが、上記のような理由から藩という地方自治体が酒造りを立案し、伊丹や灘や奈良など当時の酒造先進地域より酒師（さかし - 杜氏とほぼ同義）や麹師（こうじし）といった技術者を少なからぬ藩費で招聘し、土地の大商人に醸造設備などを整備させて始めた地酒のことを、後世から便宜上藩造酒（はんぞうしゅ）と呼ぶ。藩造酒は必ずしも成功しなかった。その行く末は、各藩によっていろいろである。東北・北陸地方がさまざまな艱難辛苦を乗り越えて、ようやくその地方の地酒の名声を全国に知らしめるようになったのは、むしろ明治時代後期である。

## スコッチウイスキー
イギリスでは、スコットランド王国の合併（1707年）の後、スコットランドでのウイスキーの製造にさまざまな弾圧的な制限を課した。これに抵抗したハイランド地方の人々の物語は、スコットランドとウイスキーの歴史の一部を成している。

## 関連語句
- 酒株（さけかぶ）
- 御払米（おはらいまい）
- 備蓄米（びちくまい）
- 上げ米（あげまい）
- 登せ米（のぼせまい）
- 穀留（こくどめ）
- 江戸入津（えどにゅうしん）

## 関連文献
- 井ヶ田良治「寛政改革と京都町奉行所(上) : 酒造制限令と口丹波騒動」『同志社法學』第24巻第5号、同志社法學會、1973年、1-34頁、doi:10.14988/pa.2017.0000009734、ISSN 0387-7612、NAID 110000199443。
- 井ヶ田良治「寛政改革と京都町奉行所(中) : 酒造制限令と口丹波騒動」『同志社法學』第26巻第4号、同志社法學會、1975年、1-63頁、doi:10.14988/pa.2017.0000009760、ISSN 0387-7612、NAID 110000199469。